# 幽霊城のドボチョン一家
『幽霊城のドボチョン一家』（ゆうれいじょうのドボチョンいっか、原題：Groovie Goolies）は、1970年9月12日から同年12月26日までアメリカ合衆国のCBSで放送されていたフィルメーション制作のテレビアニメ（カートゥーン）である。その後も1971年9月4日まで同局で放送されていた。全16話。

## 概要
"The Archie Show" （1968年 - 1969年）からのスピンオフで誕生したアニメ『かわいい魔女サブリナ』（原題：The Sabrina Comedy Hour （1969年）、Sabrina and the Groovie Goolies （1970年 - 1971年）、The Sabrina Comedy Show （1971年 - 1974年））からのさらなるスピンオフで誕生した作品。
日本では、1970年11月30日から1971年3月29日までNETテレビ（現・テレビ朝日）とその系列局で放送。日本語吹き替え版ではドラキュラ伯爵が名古屋弁で話すなど、原語版以上にコミカルさが強調されている。
日本ではこのようなタイトルが付けられたため、似たような邦題の作品でお化けを主役にしている『ドボチョン一家の幽霊旅行』と混同されがちであるが、他方がハンナ・バーベラ・プロダクション制作のアニメであることからも分かるように、元々はまったく無関係の作品同士である。しかしながら『ドボチョン一家の幽霊旅行』日本語版の主題歌は、メロディが本作日本語版の主題歌からの流用となっている。

## 登場キャラクター
ドラキュラ伯爵 (Count Dracula)
声 - ラリー・ストーチ / 吹き替え - 南利明
いつも名古屋弁で話し、口癖のように語尾に「でよ」を付けるドラキュラ。コウモリに変身できる。鍵盤楽器を担当している。
人喰いライオン (Wolfie)
声 - ハワード・モリス / 吹き替え - 由利徹
二足歩行をし、東北弁で話す獣人。不用意な発言をしてよくドラキュラを怒らせている。エレキギターの音がする竪琴風の弦楽器を担当している。
原語版では名前が示すとおりのヒッピーのような狼男とされているが、日本語版では人食いライオンという扱いになっている。また、原語版で彼が口を尖らせて「ウーウーウ」と遠吼えする場面は、日本語版では「ドボチョーン、チッチー」と吹き替えられている。
怪物 (Frankie)
声 - ハワード・モリス / 吹き替え - 牧伸二
巨体の怪物。動きが鈍く、またフランケンシュタインの怪物よろしく電撃で痺れる場面が多い。骨で出来たシロフォンやコンガなどの打楽器を担当している。
ババチョ (Bella Love-Ghostly)
吹き替え - 曽我町子
幽霊城にいる女電話交換手。
ミイラ男 (Mummy)
声 - ハワード・モリス / 吹き替え - 広川太一郎
デブッチョ (Aunt Hagathz Hagg)
吹き替え - 神山卓三
幽霊城にいる料理おばさん。
ガキ、ジャリ  (Bastro, Ratso)
吹き替え - 水島晋（ガキ）、野本礼三（ジャリ）
2人組のいたずら好きの子供。帽子を被っているのがガキで、被っていないのがジャリ。
ミミー (Sabrina)
吹き替え - 貴家堂子
なぜか幽霊城にいる人間の少女。銀髪でそばかすのある白人。
イー博士 & ワルイ博士 (Dr. Jekyll and Hyde)
声 - ラリー・D・マン / 吹き替え - 上田敏也（イー博士）、立壁和也（ワルイ博士）
2つの頭を持つ医師。ドラキュラの主治医であり、1000年に一度の健康診断を行うために幽霊城に足を運ぶ。右半身と左半身が別々の意思を持っており、それぞれが「ワルイ博士」と呼ばれることを嫌っているため、たびたび喧嘩になる。
ガイコツ (Napoleon Boneapart)
声 - ラリー・D・マン / 吹き替え - 辻村真人
ナポレオンの帽子を被っている骸骨。すぐバラバラになってしまう。

## 日本語版主題歌
発売元はCBS・ソニーレコード（現：ソニー・ミュージックレーベルズ、規格品番：SOBA-1）。
オープニングテーマ「幽霊城のドボチョン一家」
作詞 - 島村葉二 / 作曲・編曲 - 橋場清 / 歌 - グリーン・ブライト
この曲のメロディは、『ドボチョン一家の幽霊旅行』のオープニングテーマに流用された。
エンディングテーマ「ドッチャカペッチャカ」

## サブタイトル
1. 出たぞ3匹の大怪物
2. デブッチョのかまゆで
3. 人喰いライオンお化け運転
4. 百万目の大掃除
5. お化けの野球チーム
6. 地獄の墓場の怪物達
7. 何でも喰っちゃう巨大植物
8. お化け解剖もあるでよ
9. メチャメチャ大演奏会
10. 宇宙のオバケ会議
11. お化けの毒薬香水
12. 忍術フットボール
13. 火を吹く海竜の卵
14. 酔っぱらったヘンテコお化け
15. ドッチャカベッチャカ大音楽会
16. お化けの大オリンピック
17. 人喰いライオンお化け運転（再放送）
18. 百万目の大掃除（再放送）